# نادي تيرانا

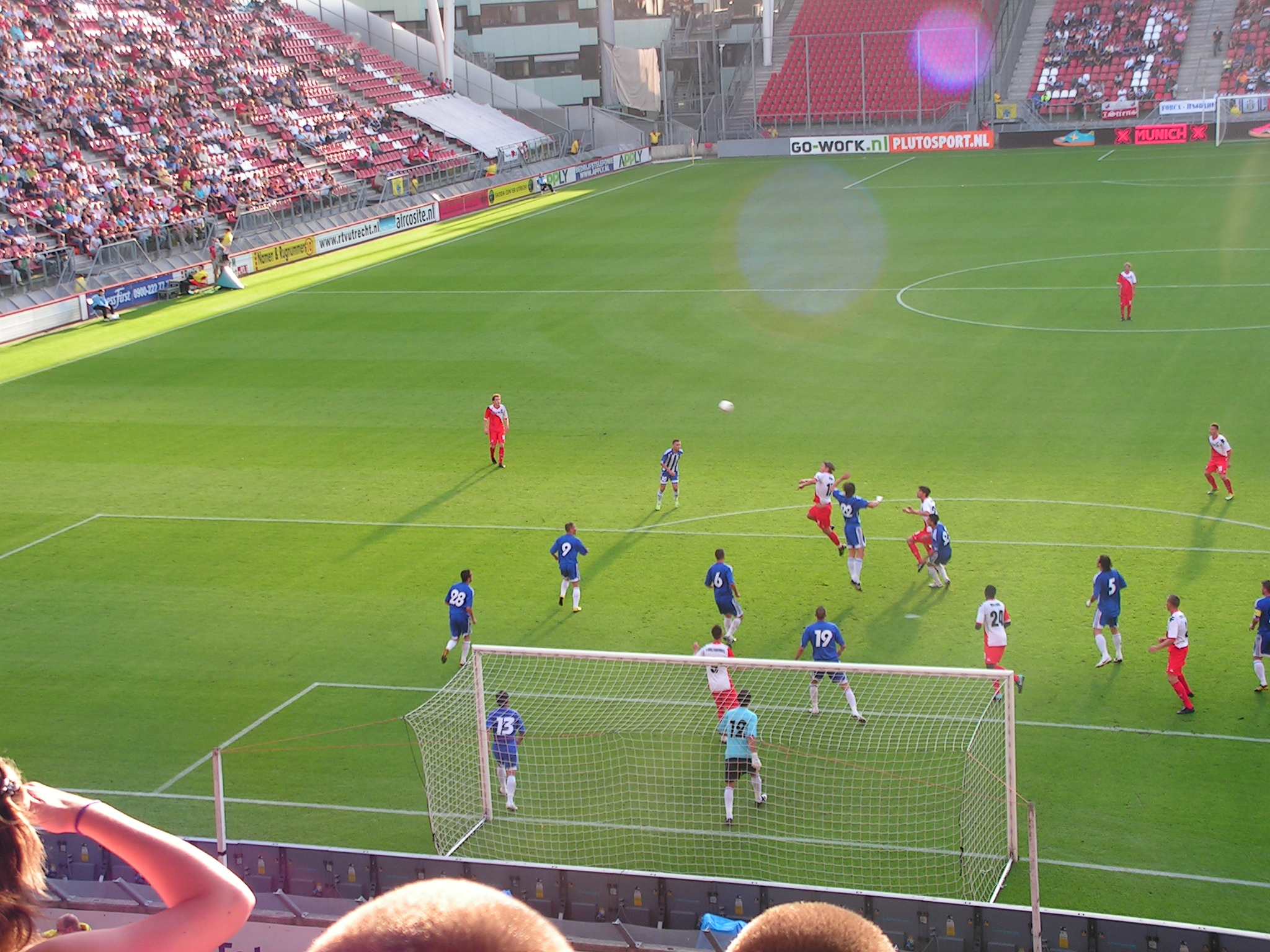
تيرانا ضد فريق أوترخت الهولندي ضمن منافسات الدوري الأوروبي 2010–11

نادي تيرانا لكرة القدم (بالألبانية: Klubi i Futbollit Tirana) هو نادي كرة قدم ألباني يعتبر أكثر نجاحاً حيث حاز على 47 لقب في على الصعيد المحلي. وهو أيضاً أكثر الفرق شهرة في ألبانيا مع عدد كبير من المشجعين. يلعب نادي تيرانا مبارياته البيتية على ملعب كمال صتافا الذي يتسع لجلوس 19,600 متفرج. يوجد في النادي أيضا عدة فرق رياضية مثل كرة السلة، كرة الصالات وكرة الطائرة. تم تأسيس النادي سنة 1920.

## وصلات خارجية
- الموقع الرسمي (بالألبانية) (بالإنجليزية)
- الموقع الرسمي للجماهير (دولي)